# Gustaw Stefan Szczawiński
Gustaw Stefan Szczawiński (ur. 26 sierpnia 1874 w Warszawie, zm. 17 kwietnia 1937 w Otwocku) – inżynier, działacz społeczny, współorganizator, redaktor i wydawca tygodnika „Przegląd Społeczny” (wydawanego w latach 1906–1907), autor libretta do opery „Maria” Henryka Melcera-Szczawińskiego.

## Życiorys
Jego rodzicami byli Wojciech Szczawiński i Bronisława z Gumbrychtów. Miał trzy siostry: Jadwigę – działaczkę społeczną i oświatową, Helenę – żonę kompozytora Henryka Melcera Szczawińskiego i Wandę Marię – lekarkę i biologa. Poślubił Karolinę Henrykę Wandę z Rabowskich, z którą miał dwóch synów, Lecha i Andrzeja oraz córkę Jadwigę. Wanda Szczawińska z Rabowskich w 1932r. odznaczona została Krzyżem Niepodległości.

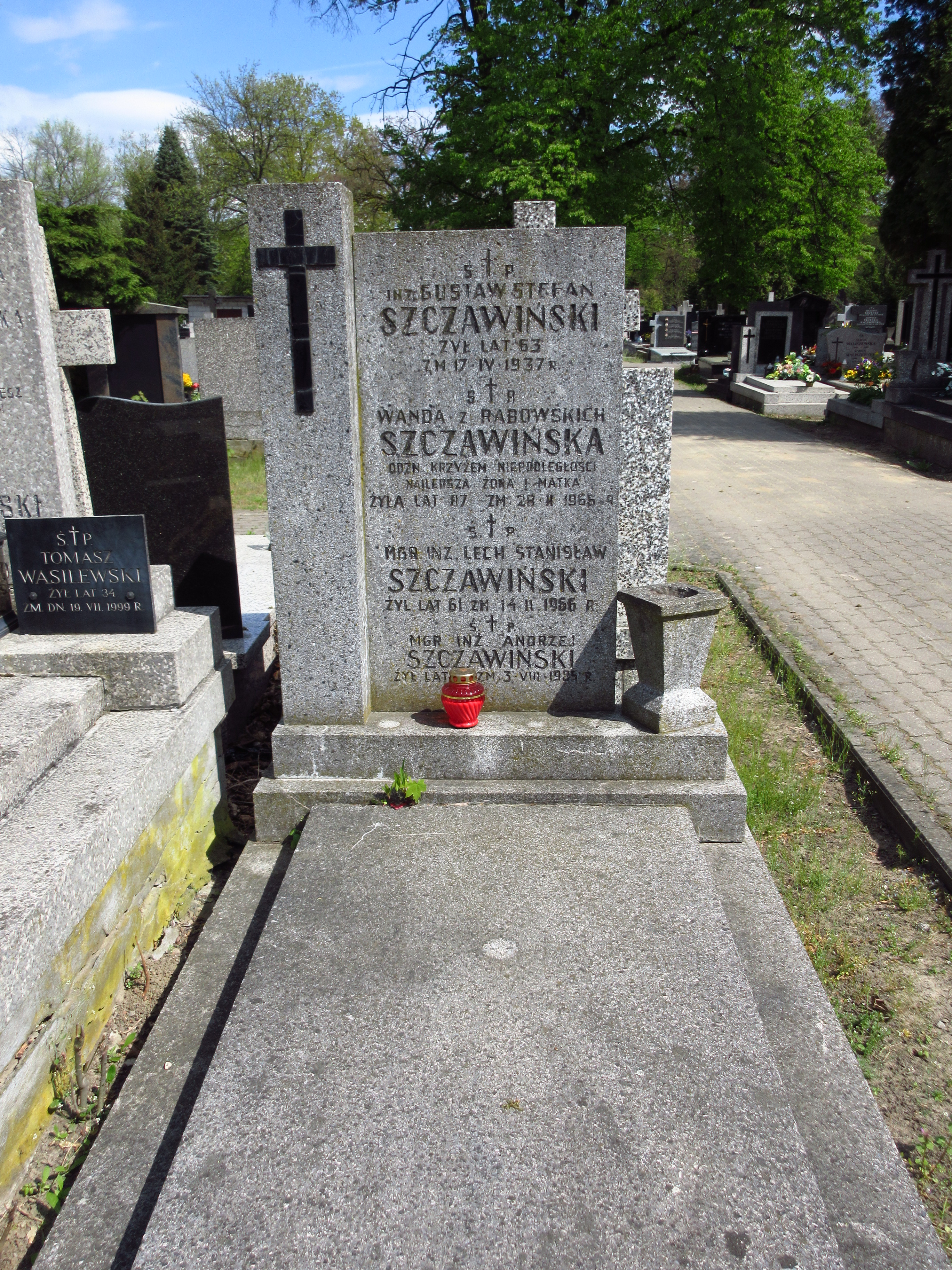
Grób Gustawa Stefana Szczawińskiego na Cmentarzu Bródnowskim.

Studiował na Politechnice Lwowskiej. Zaangażował się w działalność społeczną i oświatową. W roku 1902 napisał libretto do opery w trzech aktach „Maria” do kompozycji Henryka Melcera-Szczawińskiego. Libretto oparte było na poemacie Antoniego Malczewskiego. W roku 1904 na warszawskim konkursie kompozytorskim na operę do libretta opartego na treści poematu Antoniego Malczewskiego opera Maria zdobyła II nagrodę.
Od 1906 roku był współorganizatorem, wydawcą i redaktorem tygodnika „Przegląd Społeczny”, w którym pisali między innymi Janusz Korczak, Jadwiga Szczawińska-Dawidowa i Jan Władysław Dawid. Przy nieustannych represjach ze strony carskich władz administracyjnych pismo dotrwało do 4 października 1907. W 1916 roku był sygnatariuszem odezwy Centralnego Komitetu Narodowego do Polaków.
Po I wojnie światowej był właścicielem dworu i folwarku Szczawin we wsi Sułkowo, propagował tam uprawę cykorii. Był też dyrektorem technicznym w fabryce Ferd.Bohm & Co Włocławek i członkiem zarządu Fabryki Cykorii „Gleba” we Włocławku. Zmarł w 1937. Pochowany został na cmentarzu Bródnowskim w Warszawie (kwatera 34H-2-1).
Gustaw Stefan i rodzina Szczawińskich jest wspominana w dziennikach Zofii Nałkowskiej.